# Bart van Tiggelen

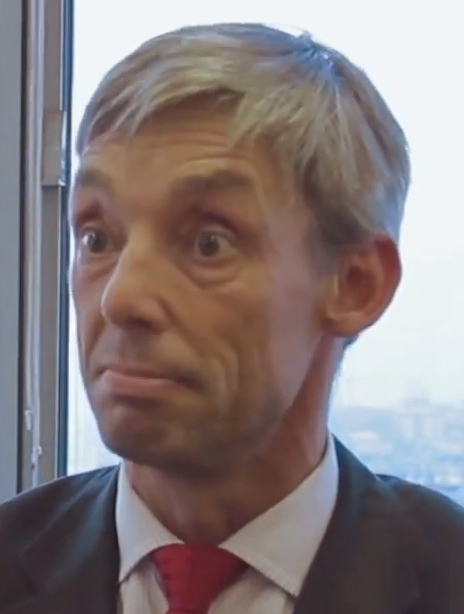
Bart van Tiggelen (2013)

Barend Adrianus „Bart“ van Tiggelen ist ein niederländischer Physiker.
Bart van Tiggelen erhielt 1988 seinen Master-Abschluss in Astrophysik am Observatorium in Leiden (Universität Leiden) bei Vincent Icke und wurde 1992 an der Universität Amsterdam in theoretischer Physik bei Ad Lagendijk und Adriaan Tip promoviert (Multiple Scattering and Localization of Light). Seit 1996 arbeitet er für das CNRS. Er ist dort Forschungsdirektor und am Laboratoire de Physique et Modélisation des Milieux Condensés in Grenoble. Außerdem ist er stellvertretender wissenschaftlicher Leiter des CNRS Institute of Physics.
Er befasst sich mit Wellenausbreitung in zufällig angeordneten Medien, insbesondere Akustik und Optik in ungeordneten Materialien, Magneto-Optik und Anderson-Lokalisierung, mesoskopischer Physik und Ausbreitung seismischer Wellen.
2004 erhielt er den Paul-Langevin-Preis und 2002 den Prix Anatole et Suzanne Abragam der Académie des Sciences. 2004 wurde er Fellow des Institute of Physics.
2018 wurde er Chefherausgeber von Europhysics Letters.

## Schriften (Auswahl)
- mit M. P. van Albada, A. Lagendijk, A. Tip: Speed of propagation of classical waves in strongly scattering media, In: Phys. Rev. Lett., Band 66, 1991, S. 3132
- mit A. Lagendijk, M. P. van Albada, A. Tip: Speed of light in random media, In: Phys Rev. B, Band 45, 1992, S. 12233
- mit D. S. Wiersma, M. P. van Albada, A. Lagendijk: Experimental evidence for recurrent multiple scattering events of light in disordered media, In: Phys. Rev. Lett., Band 74, 1995, S. 4193
- mit A. Lagendijk: Resonant multiple scattering of light, In: Physics Reports, Band 270, 1996, S. 143–215
- mit R. Sprik, A. Lagendijk: Optical emission in periodic dielectrics, In: Europhysics Letters, Band 35, 1996, S. 265
- mit G. Rikken: Observation of magnetically induced transverse diffusion of light, In: Nature, Band 381, 1996, S. 54–55
- mit A. Tourin, A. Derode, P. Roux, M. Fink: Time-dependent coherent backscattering of acoustic waves, In: Phys. Rev. Lett., Band 79, 1997, S. 3637
- Les réformes dans l’enseignement des sciences à la faculté des arts de Louvain au XVIIIème siècle. In: Scientiarum Historia. Band 23, 1997, Nr. 2, S. 41–72.
- mit A. Lagendijk, D. S. Wiersma: Reflection and transmission of waves near the localization threshold, In: Phys. Rev. Lett., Band 84, 2000, S. 4333
- mit L.Margerin, M. Campillo: Monte Carlo simulation of multiple scattering of elastic waves, In: J. of Geophys. Res., Band 105, 2000, S. 7873–7892
- mit R. Hennino u. a.: Observation of equipartition of seismic waves, In: Phys. Rev. Lett., Band 86, 2001, S. 3447
- Green function retrieval and time reversal in a disordered world, In: Phys. Rev. Lett., Band 91, 2003, S. 243904
- mit A. E. Malcolm, J. A. Scales: Extracting the Green function from diffuse, equipartitioned waves, In: Phys. Rev. E, Band 70, 2004, S. 015601
- mit E. Larose, L. Margerin, M. Campillo: Weak localization of seismic waves, In: Phys. Rev. Lett., Band 93, 2004, S. 048501
- mit E. Larose u. a.: Correlation of random wavefields: An interdisciplinary review, In: Geophysics, Band 71, 2006, Sl11-Sl21
- mit S. E. Skipetrov: Dynamics of Anderson localization in open 3D media, In: Phys. Rev. Lett., Band 96, 2006, S. 043902
- mit H. Hu u. a.: Localization of ultrasound in a three-dimensional elastic network, In: Nature Physics, Band 4, 2008, S. 945–948
- mit A. Lagendijk, D. S. Wiersma: Fifty years of Anderson localization, In: Physics Today, Band 62, Heft 8, 2009, S. 24–29
- mit S. Faez, A. Lagendijk u. a.: Observation of multifractality in Anderson localization of ultrasound, In: Phys. Rev. Lett., Band 103, 2009, S. 155703